# Foro (arquitectura)

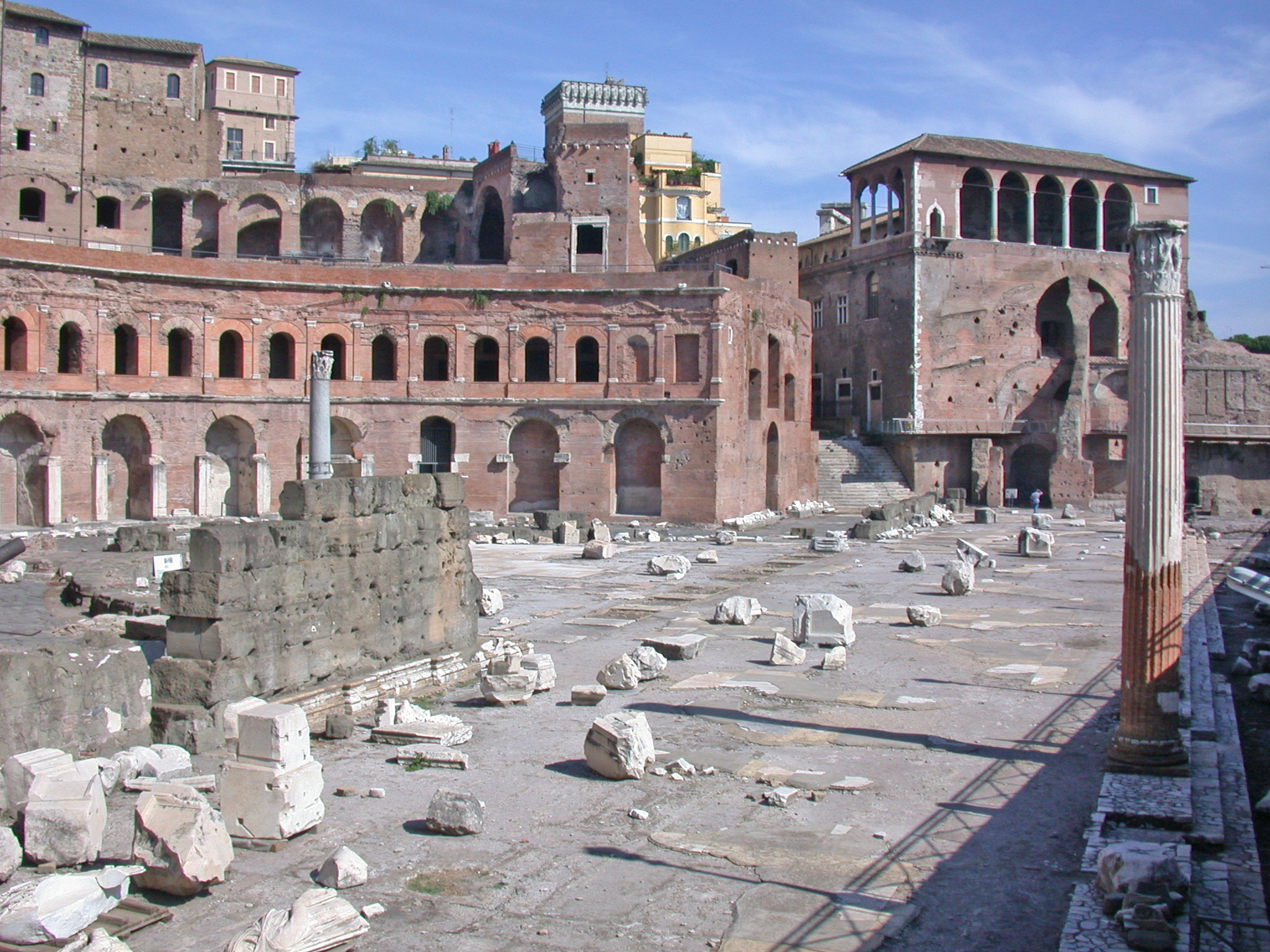
Ruinas del foro de Trajano en Roma.

Un foro (en latín, forum) era un espacio público en las antiguas ciudades romanas con funciones comerciales, financieras, religiosas, administrativas y económicas, además de ser el lugar donde los ciudadanos romanos realizaban comúnmente su vida social.
Originalmente el término foro era usado para referirse al lugar de una ciudad donde se establecía el mercado. Se encontraba en una de las cuatro entradas de la ciudad (las dos del cardo y las dos del decumano) y durante mucho tiempo, estuvo situado fuera de las murallas (de donde viene el nombre de forum, que significa fuera). Este mercado venía a constituir una especie de enlace con el mundo exterior. Sin embargo, a partir del siglo VIII a. C. el foro vino a transformarse en una plaza porticada, ya ubicada en el interior de la ciudad.
En el foro estaban localizados los elementos más importantes de la ciudad: el templo, donde se rendía culto a los dioses y, a partir de Octavio Augusto, al emperador; la basílica, donde se impartía justicia, además de ser el centro de la vida económica; los comicios, que tenían funciones tanto electorales como legislativas, bajo el control del senado; el tesoro (aerarium); la curia, con funciones legislativas; y el archivo (tabularium). El foro se situaba en la confluencia del cardo con el decumano y constituía el centro de la ciudad y de la vida pública romana.
El foro romano que surgió en ciudades ya existentes suele ser abierto, discontinuo y no presenta una planificación previa; sin embargo en las ciudades creadas ex novo sí puede observarse una planificación muy minuciosa. A partir del siglo III a. C. los foros empiezan a cerrarse mediante pórticos. Posteriormente los foros pasarían a ser los antecesores de las plazas actuales.